# غواصة يو-61
يو-61 هي غواصة تابعة للإمبراطورية الألمانية خدمت مع 329 غواصة في البحرية الإمبراطورية الألمانية أثناء الحرب العالمية الأولى. وشاركت في الحرب البحرية في الحرب العالمية الأولى خلال معركة الأطلسي الأولى.